# 申告
| ウィキペディアには「申告」という見出しの百科事典記事はありません（タイトルに「申告」を含むページの一覧/「申告」で始まるページの一覧）。 代わりにウィクショナリーのページ「申告」が役に立つかもしれません。 |